# UniverSud Paris
UniverSud Paris est un pôle de recherche et d'enseignement supérieur (PRES), ayant existé entre 2007 et 2014.

## Historique
Le pôle de recherche et d'enseignement supérieur (PRES) « UniverSud Paris » est créé en 2007, sous la forme juridique d’un établissement public de coopération scientifique. Le pôle a trois membres fondateurs. En 2008, l’université Paris-Sud et l’université de Versailles-Saint-Quentin-en-Yvelines font partie des 21 établissements lauréats du Plan campus, auxquels le PRES est associé. Ces établissements s’engagent alors dans une coopération de plus grande envergure, à savoir la constitution de l’Université Paris-Saclay.
Le PRES est dissous en 2014.

## Membres
Au moment de sa création, l'établissement comprend les membres fondateurs suivants :
- Université Paris-XI « Paris-Sud » (Orsay)
- Université de Versailles-Saint-Quentin-en-Yvelines
- École normale supérieure de Cachan

Puis trois autres membres fondateurs l'ont rejoint :
- École centrale Paris
- École supérieure d'électricité (Supélec)
- Université d'Évry-Val d'Essonne

Les membres associés sont :
- AgroParisTech
- l'École nationale vétérinaire d'Alfort
- l'École nationale supérieure du paysage (ENSP)
- l'Institut national de la recherche agronomique (INRA) pour le compte des centres de Paris, Jouy-en-Josas et Versailles
- le Centre national du machinisme agricole du génie rural, des eaux et des forêts (Cemagref) pour le compte du centre d'Antony
- l'Agence française de sécurité sanitaire des aliments (AFSSA) pour le compte de ses laboratoires franciliens
- Télécom et management SudParis
- le Génopôle d'Évry
- l'École nationale supérieure d'informatique pour l'industrie et l'entreprise
- École des hautes études commerciales de Paris (HEC)
- l'École polytechnique (X)
- l'Institut d'optique Graduate School (IOGS)
- l'École Nationale Supérieure d'Architecture de Versailles
- le Synchrotron soleil
- l'Institut de recherche pour le développement (IRD)

### Textes réglementaires
- Décret no 2007-379 du 21 mars 2007 portant création de l'établissement public de coopération scientifique « UniverSud Paris » (abrogé)
- Décret no 2014-1674 du 29 décembre 2014 portant création de la communauté d'universités et établissements « Université Paris-Saclay » et approbation de ses statuts et portant dissolution de l'établissement public à caractère scientifique, culturel et professionnel « UniverSud Paris »